# 전라남도의 선거구
전라남도의 선거구는 국회의원 선거구 10개, 도의원 선거구 52개로 이루어져 있으며 22개의 시·군의원 선거구도 존재한다.

## 국회의원 선거구
| 번호 | 선거구명                       | 관할 구역 |
| ---- | ------------------------------ | --- |
| 1    | 목포시                         | 목포시 전 지역 |
| 2    | 여수시 갑                      | 여수시 돌산읍, 남면, 삼산면, 동문동, 한려동, 중앙동, 충무동, 광림동, 서강동, 대교동, 국동, 월호동, 여서동, 문수동, 미평동, 만덕동 |
| 3    | 여수시 을                      | 여수시 소라면, 율촌면, 화양면, 화정면, 둔덕동, 쌍봉동, 시전동,여천동, 주삼동, 삼일동, 묘도동                                      |
| 4    | 순천시·광양시·곡성군·구례군 갑 | 순천시 중 해룡면을 제외한 지역 |
| 5    | 순천시·광양시·곡성군·구례군 을 | 순천시 해룡면,광양시, 곡성군, 구례군 전 지역                                                                                      |
| 6    | 나주시·화순군                  | 나주시, 화순군 전 지역 |
| 7    | 담양군·함평군·영광군·장성군    | 담양군, 함평군, 영광군, 장성군 전 지역                                                                                            |
| 8    | 고흥군·보성군·장흥군·강진군    | 고흥군, 보성군, 장흥군, 강진군 전 지역                                                                                            |
| 9    | 해남군·완도군·진도군           | 해남군, 완도군, 진도군 전 지역 |
| 10   | 영암군·무안군·신안군           | 영암군, 무안군, 신안군 전 지역 |

## 도의원 선거구
| 번호 | 선거구명         | 관할 구역                                                                               |
| ---- | ---------------- | --------------------------------------------------------------------------------------- |
| 1    | 목포시 제1선거구 | 목포시 원산동, 연산동, 용해동, 상동                                                     |
| 2    | 목포시 제2선거구 | 목포시 북항동, 죽교동, 산정동, 대성동, 목원동, 유달동, 동명동, 만호동                   |
| 3    | 목포시 제3선거구 | 목포시 용당1동, 용당2동, 연동, 삼학동, 이로동, 하당동                                   |
| 4    | 목포시 제4선거구 | 목포시 삼향동, 옥암동, 부주동                                                           |
| 5    | 목포시 제5선거구 | 목포시 부흥동, 신흥동                                                                   |
| 6    | 여수시 제1선거구 | 여수시 돌산읍, 남면, 삼산면, 국동, 대교동, 월호동                                       |
| 7    | 여수시 제2선거구 | 여수시 여서동, 문수동                                                                   |
| 8    | 여수시 제3선거구 | 여수시 한려동, 동문동, 중앙동, 충무동, 서강동, 광림동                                   |
| 9    | 여수시 제4선거구 | 여수시 소라면, 율촌면, 화양면, 화정면, 여천동                                           |
| 10   | 여수시 제5선거구 | 여수시 쌍봉동, 주삼동, 삼일동, 묘도동                                                   |
| 11   | 여수시 제6선거구 | 여수시 시전동, 둔덕동, 미평동, 만덕동                                                   |
| 12   | 순천시 제1선거구 | 순천시 별량면, 상사면, 낙안면, 외서면, 송광면, 도사동, 저전동, 장천동, 남제동, 풍덕동   |
| 13   | 순천시 제2선거구 | 순천시 해룡면, 왕조2동                                                                  |
| 14   | 순천시 제3선거구 | 순천시 덕연동, 조곡동                                                                   |
| 15   | 순천시 제4선거구 | 순천시 서면, 왕조1동                                                                    |
| 16   | 순천시 제5선거구 | 순천시 승주읍, 주암면, 황전면, 월등면, 삼산동, 향동, 중앙동, 매곡동                     |
| 17   | 나주시 제1선거구 | 나주시 남평읍, 다시면, 문평면, 노안면, 금천면, 산포면, 송월동, 금남동, 성북동, 빛가람동 |
| 18   | 나주시 제2선거구 | 나주시 세지면, 왕곡면, 반남면, 공산면, 동강면, 다도면, 봉황면, 영강동, 영산동, 이창동   |
| 19   | 광양시 제1선거구 | 광양시 광양읍, 봉강면, 옥룡면                                                           |
| 20   | 광양시 제2선거구 | 광양시 중마동, 골약동                                                                   |
| 21   | 광양시 제3선거구 | 광양시 다압면, 진상면, 옥곡면, 진월면, 광영동, 태인동, 금호동                           |
| 22   | 담양군 제1선거구 | 담양군 담양읍, 무정면, 금성면, 용면, 월산면                                             |
| 23   | 담양군 제2선거구 | 담양군 봉산면, 고서면, 남면, 창평면, 대덕면, 수북면, 대전면                             |
| 24   | 곡성군 선거구    | 곡성군 전 지역                                                                          |
| 25   | 구례군 선거구    | 구례군 전 지역                                                                          |
| 26   | 고흥군 제1선거구 | 고흥군 고흥읍, 점암면, 영남면, 과역면, 남양면, 동강면, 대서면, 두원면                   |
| 27   | 고흥군 제2선거구 | 고흥군 도양읍, 풍양면, 도덕면, 금산면, 도화면, 포두면, 봉래면, 동일면                   |
| 28   | 보성군 제1선거구 | 보성군 보성읍, 노동면, 미력면, 득량면, 회천면, 웅치면                                   |
| 29   | 보성군 제2선거구 | 보성군 벌교읍, 겸백면, 율어면, 복내면, 문덕면, 조성면                                   |
| 30   | 화순군 제1선거구 | 화순군 화순읍, 도곡면, 도암면, 이서면, 북면                                             |
| 31   | 화순군 제2선거구 | 화순군 한천면, 춘양면, 청풍면, 이양면, 능주면, 동복면, 남면, 동면                       |
| 32   | 장흥군 제1선거구 | 장흥군 장흥읍, 장동면, 장평면, 유치면, 부산면                                           |
| 33   | 장흥군 제2선거구 | 장흥군 관산읍, 대덕읍, 용산면, 안양면, 회진면                                           |
| 34   | 강진군 제1선거구 | 강진군 강진읍, 도암면, 신전면, 성전면                                                   |
| 35   | 강진군 제2선거구 | 강진군 군동면, 칠량면, 대구면, 마량면, 작천면, 병영면, 옴천면                           |
| 36   | 해남군 제1선거구 | 해남군 해남읍, 마산면, 황산면, 산이면, 문내면, 화원면                                   |
| 37   | 해남군 제2선거구 | 해남군 삼산면, 화산면, 현산면, 송지면, 북평면, 북일면, 옥천면, 계곡면                   |
| 38   | 영암군 제1선거구 | 영암군 영암읍, 덕진면, 금정면, 신북면, 시종면, 도포면                                   |
| 39   | 영암군 제2선거구 | 영암군 삼호읍, 군서면, 서호면, 학산면, 미암면                                           |
| 40   | 무안군 제1선거구 | 무안군 무안읍, 현경면, 망운면, 해제면, 운남면                                           |
| 41   | 무안군 제2선거구 | 무안군 일로읍, 삼향읍, 몽탄면, 청계면                                                   |
| 42   | 함평군 제1선거구 | 함평군 함평읍, 손불면, 신광면, 엄다면                                                   |
| 43   | 함평군 제2선거구 | 함평군 학교면, 대동면, 나산면, 해보면, 월야면                                           |
| 44   | 영광군 제1선거구 | 영광군 영광읍, 대마면, 묘량면, 불갑면, 군서면, 군남면                                   |
| 45   | 영광군 제2선거구 | 영광군 백수읍, 홍농읍, 염산면, 법성면, 낙월면                                           |
| 46   | 장성군 제1선거구 | 장성군 장성읍, 서삼면, 북일면, 북이면, 북하면                                           |
| 47   | 장성군 제2선거구 | 장성군 진원면, 남면, 동화면, 삼서면, 삼계면, 황룡면                                     |
| 48   | 완도군 제1선거구 | 완도군 완도읍, 노화읍, 소안면, 보길면                                                   |
| 49   | 완도군 제2선거구 | 완도군 금일읍, 군외면, 신지면, 고금면, 약산면, 청산면, 금당면, 생일면                   |
| 50   | 진도군 선거구    | 진도군 전 지역                                                                          |
| 51   | 신안군 제1선거구 | 신안군 지도읍, 압해읍, 증도면, 임자면, 자은면, 암태면                                   |
| 52   | 신안군 제2선거구 | 신안군 비금면, 도초면, 흑산면, 하의면, 신의면, 장산면, 안좌면, 팔금면                   |

## 같이 보기
- 대한민국의 선거구